# 투언리미티드

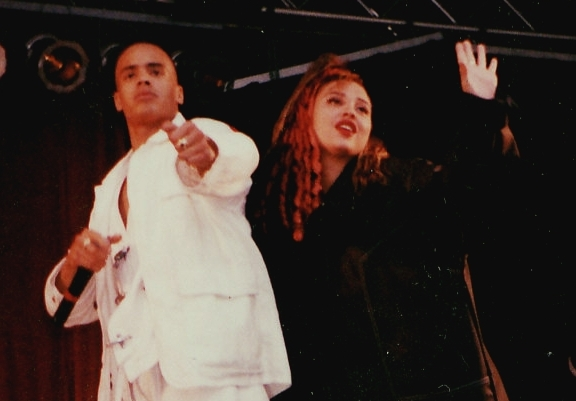

투언리미티드(네덜란드어: 2 Unlimited)는 네덜란드의 댄스 그룹으로, 벨기에의 음악 제작자인 장 폴 드 코스터와 필 와일드가 1991년 암스테르담에서 음악 그룹을 결성하였다. 네덜란드 래퍼 레이 슬리잉가르드와 네덜란드 보컬리스트인 아니타 도스가 1991년부터 1996년까지 그룹을 이끌어 갔다.